# Wilfried Osterkamp
Wilfried Osterkamp (* 30. April 1956) ist ein deutscher ehemaliger Fußballspieler.

## Karriere
Osterkamp wechselte mit Beginn der Saison 1979/80 zum VfB Oldenburg. In der Nordgruppe der damals zweigleisigen 2. Fußball-Bundesliga absolvierte der Abwehrspieler in der Spielzeit 1980/81 laut der Online-Datenbank Weltfussball.de 40 von 42 möglichen Spielen. Die Saison endete mit dem Abstieg in die Fußball-Oberliga Nord. Dort bestritt der Stürmer laut der deutschen Website Transfermarkt.de in den Spielzeiten bis einschließlich 1983/84 kumuliert 90 weitere Ligapartien für die Oldenburger. Zudem kam Osterkamp in acht Begegnungen seines Clubs im DFB-Pokal zum Einsatz und erzielte dabei ein Tor.
Anschließend führte ihn sein Weg zum SV Atlas Delmenhorst, für den er in den Saisons 1986/87 und 1987/88 insgesamt 29 Mal antrat. Zu den beiden Saisons 1984/85 und 1985/86 finden sich in den Datenbanken von Weltfussball.de und Transfermarkt.de keine Angaben.

## Erfolge
- Meister der Oberliga Nord (3. Liga): 1980